# M/S Sunnan II
Sunnan II är ett finskt traditionsfartyg från 1906 som kryssar i Ålands skärgård under sommaren.
Fartyget byggdes i stål av Paul Wahl & Co i Varkaus och   var försett med en ångmaskin med 135 hästkrafter. Hon övertogs av  
Saiman Höyrylaiva OY 1914 och trafikerade Saimen under namnet Imatra II. År 1966 döptes hon om till S/S Lappeenranta och året efter såldes hon till Saiman Laivamatkat OY. År 1976 blev hon omdöpt till S/S Louhivesi.
Ångmaskinen ersattes med en dieselmotor 1985 och fartyget återfick namnet Imatra II. Hon var restaurangfartyg i Viborg i Ryssland under en kortare period innan hon år 1992 såldes till Ab Shiprest Lenator Oy i Ekenäs och fick sitt nuvarande namn. Fartyget kryssade i Ekenäs skärgård till 2019 då hon övertogs av KEO Rederi AB i Jomala på  Åland.